# Green Buffaloes FC
Green Buffaloes FC is een professionele voetbalclub uit Lusaka, Zambia, opgericht in 1965 als onderdeel van de Zambian Army en speelt in de Zambia Super League, het hoogste niveau van het Zambiaanse voetbal. De club, met de bijnaam "GBFC" of "Mboo," speelt haar thuiswedstrijden in het Edwin Imboela Stadion met een capaciteit van 6.000 toeschouwers.

## Successen
Historisch gezien is Green Buffaloes een van de succesvolste teams in Zambia. Van de jaren 1970 tot eind jaren 1990 domineerden ze het nationale voetbal en behaalden ze verschillende titels, waaronder de Zambiaanse Premier League, de Charity Shield, de Champion of Champions Cup, en de Barclays/ABSA Cup. Ze wonnen ook het nationale “treble” (drie titels in één seizoen) in 1975 en 1979
Daarnaast heeft Green Buffaloes meerdere keren deelgenomen aan de CAF Confederation Cup.